# Gustav Radbruch
Gustav Radbruch, född 21 november 1878 i Lübeck, död 23 november 1949 i Heidelberg, var en tysk jurist och politiker.
Radbruch blev 1902 juris doktor, 1904 docent vid Heidelbergs universitet, 1910 e.o. professor där och 1914 vid Königsbergs universitet samt 1919 ordinarie professor vid Kiels universitet. Som medlem av socialdemokraternas majoritetsgrupp invaldes Radbruch 1920 i Weimarrepublikens riksdag samt var oktober 1921 till november 1922 riksjustitieminister i Joseph Wirths ministär. Efter mordet på Walther Rathenau i juni 1922 genomdrev han en sträng undantagslag till republikens skydd, vilken på mer eller mindre monarkiskt sinnat borgerligt håll häftigt kritiserades såsom ledande till godtycke och partipolitisk förföljelse. Han var åter justitieminister i Gustav Stresemanns ministär (augusti till december 1923). 
Under de landsomfattande bokbålen i Nazityskland 1933, brände nationalsocialister Radbruchs bok om socialismens kulturlära från 1922, tillsammans med en volym Schriften zur Zeit vilken han utgivit ihop med Julius Deutsch.